# Tesla Semi

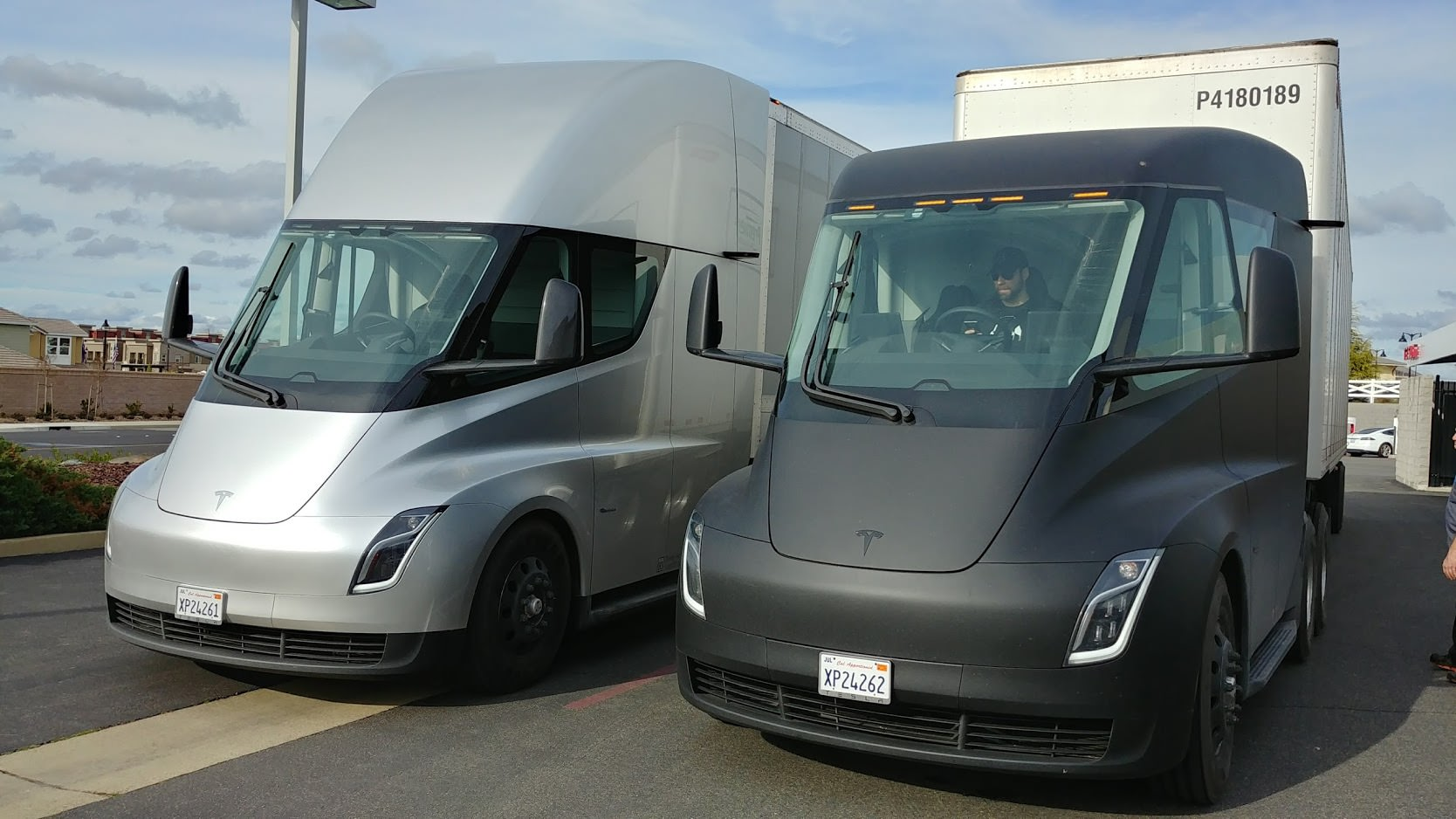
Tesla-Semi-Prototypen mit verschiedenen Dächern

Tesla Semi sind elektrisch betriebene Sattelzugmaschinen (englisch semi-trailer truck) des Herstellers Tesla, die am 16. November 2017 anhand von zwei Prototypen vorgestellt wurden. Ursprünglich sollte der Sattelschlepper ab 2019 in Serie produziert werden. Bis Dezember 2023 waren knapp 100 Exemplare ausgeliefert. Der Tesla-Chefingenieur Lars Moravy äußerte sich im April 2024, dass der Sattelzug Ende 2025 in der Gigafactory im US-Bundesstaat Nevada in Serie produziert und Anfang 2026 auch an „externe Kunden“ ausgeliefert werden würde.

## Aufbau und Ausstattung

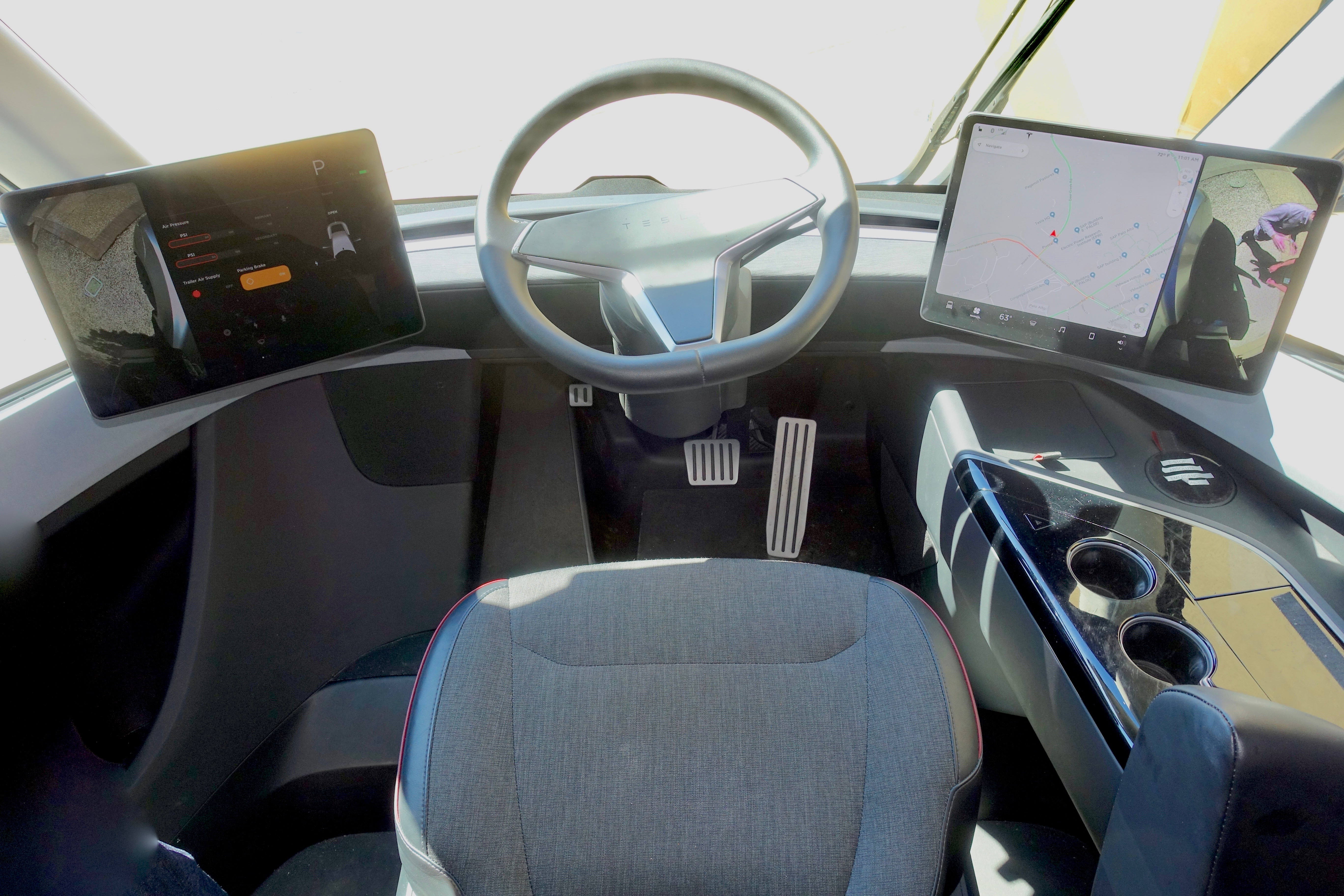
Fahrerkabine des Tesla Semi (Prototyp)

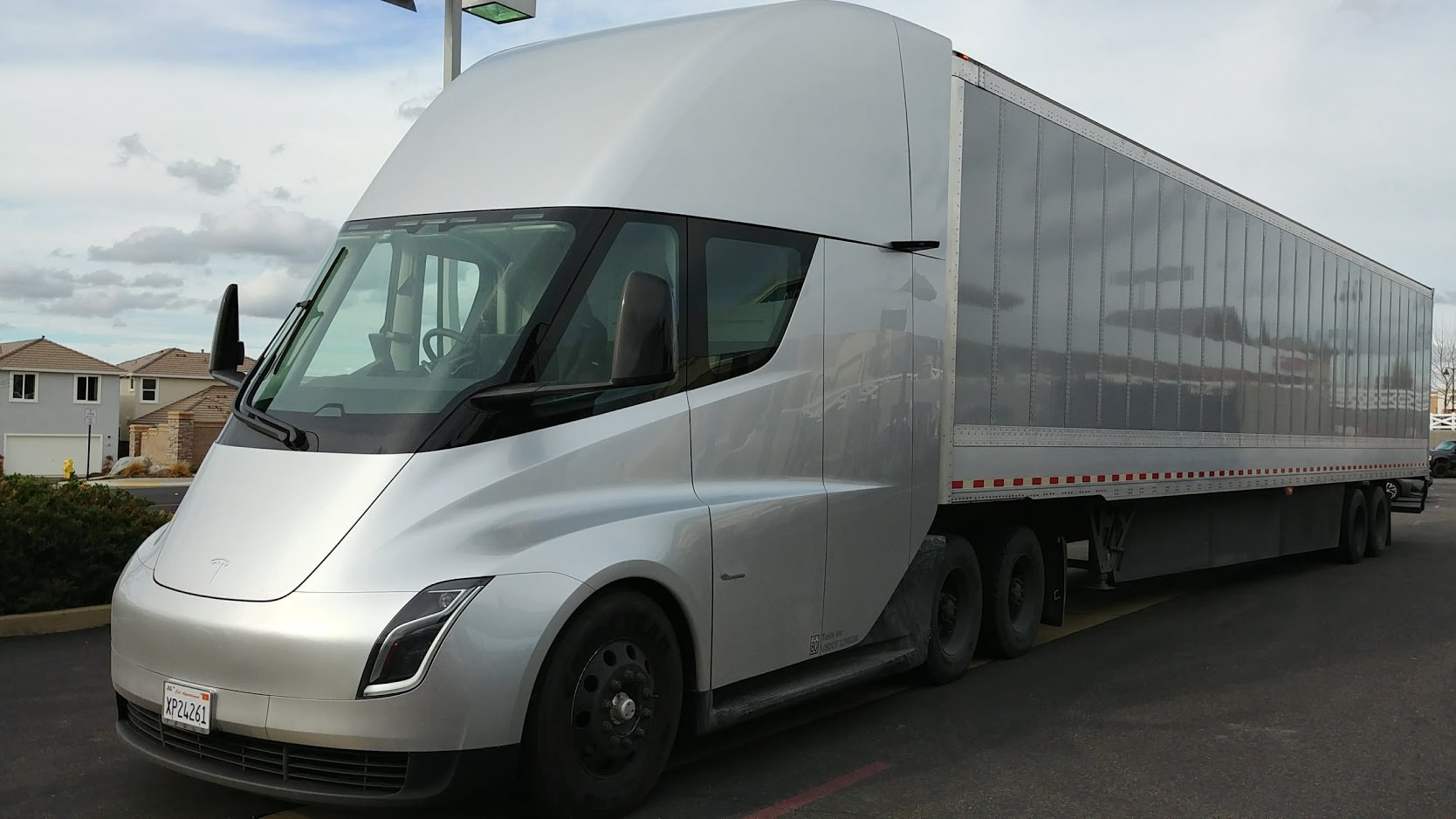
Tesla Semi

Der Tesla Semi ist eine dreiachsige Zugmaschine mit drei Elektromotoren an den beiden Hinterachsen (beim Prototyp war es noch ein Motor an jedem der vier Hinterräder). Der Fahrer sitzt mittig und weit vorne, was für eine besonders gute Rundumsicht sorgen soll.
Verwendet werden im Serien-Semi ab 2022 ausschließlich die auf dem Battery-Day 2020 vorgestellten größeren Zellen, die 4680-Module. Sie sind 80 Millimeter lang und haben einen Durchmesser von 46 Millimetern. Im Vergleich zu den bisher in den E-Autos verbauten Batterien bieten die 4680-Module 16 Prozent mehr Reichweite. Die neuen Zellen werden auch im Semi konstruktiv verbaut, das heißt ohne schweren Tragboden, und so soll der Semi nicht mehr wiegen als ein vergleichbarer Diesel-Sattelschlepper. Die System-Spannung soll beim Semi 1000 Volt sein (im Gegensatz zu den 400 Volt bei den PKW von Tesla).

## Leistungsdaten und Wirtschaftlichkeit
Die ab 2022 gebauten Prototypen haben den 1.020 PS starken Plaid-Antrieb des Model S und Model X mit drei Motoren an den Hinterachsen. Ein Motor arbeitet mit maximaler Effizienz, während die beiden anderen dafür sorgen, das Drehmoment und die Beschleunigung zu optimieren – zum Beispiel an Steigungen. Die Tesla Semi Zugmaschine soll alleine in 5 Sekunden von 0 auf 100 km/h beschleunigen können, und mit voll beladenem Auflieger in 25 Sekunden. Steigungen bis 5 % kann der voll beladene Lkw – laut Aussage des Tesla-Vorsitzenden Musk – durchgehend mit 65 Meilen/h (104 km/h, laut Semi-Webseite 60 mph bzw. 97 km/h) bewältigen, während die „besten Diesel-Lkw“ höchstens 45 Meilen/h (72 km/h) erreichen.
Bei voller Beladung und etwa 100 km/h Geschwindigkeit soll der Lkw weniger als 2 kWh pro Meile (125 kWh pro 100 km) verbrauchen, was bei voller Batterie eine Reichweite von mindestens 480 bzw. 800 km (je nach Modellvariante) ermöglichen soll. Am 1. Dezember 2022 wurde beim Semi Delivery Event ein Video von einer Fahrt von Fremont, über den Tejon Pass nach San Diego mit einem maximalbeladenen Semi gezeigt. Die Strecke war genau 500 Meilen lang und der Semi kam mit vier Prozent Akkukapazität an.
Im September 2023 nahmen einige Tesla Semi am Run on Less Programm des North American Council for Freight Efficiency (NACFE) teil und die Verbrauchsdaten sollten online veröffentlicht werden. Erste Daten ermittelten einen Verbrauch von rund 1,7 kWh pro Meile und einer gefahrenen Reichweite mit einer Batterieladung von rund 750 km (im Temperaturbereich über 10 Grad und bis 100 km/h Geschwindigkeit). Nach Angaben eines Pepsico-Mitarbeiters beträgt die Reichweite in der Praxis jedoch nur 640 km.
Das Leergewicht der Zugmaschine beträgt gemäß einer Aussage des Entwicklungsleiters bei Tesla Semi, Dan Priestley, weniger als 9,04 Tonnen (482 km Variante) bzw. weniger als 10,4 Tonnen (804 km Variante). Damit wiegt der Tesla Semi in etwa so viel wie eine vollgetankte vergleichbare Diesel-Zugmaschine.

## Vorbestellungen
Walmart gab am Tag nach der Erstpräsentation eine Bestellung über 15 Tesla Semis bekannt, mit denen die neue Technik getestet werden soll. Davon sollen 5 in den USA und 10 in Kanada zum Einsatz kommen. Walmart-CEO Doug McMillon begründete den Auftrag mit Nachhaltigkeitszielen. Walmart betreibt eine Lkw-Flotte von insgesamt etwa 6000 Fahrzeugen. Im Juli 2022 gab Walmart Vice President Fernando Cortés bekannt, dass man, anders als die Kollegen in Kanada, noch keinen Tesla Semi erhalten habe. Man werde ab Sommer 2022 aber anfangen eCascadias von Freightliner und Tre BEVs von Nikola zu testen, um eine Elektroflotte aufzubauen.
Bis zum 19. Dezember 2017 meldete Tesla insgesamt 381 Bestellungen, darunter 125 Fahrzeuge für UPS, 100 für PepsiCo, 50 für den Nahrungsmittelhersteller Sysco und 40 für den Brauereikonzern Anheuser-Busch.

## Produktion
Bei der Vorstellung im Jahr 2017 war der Produktionsbeginn für 2019 vorgesehen. Martin Daum von der Daimler AG (heute Daimler Truck), die damals bereits mit den Modellen ECanter und EActros mit einer Reichweite von lediglich 200 km pro Akkuladung am Markt war, hielt den Produktionsbeginn bis 2019 mit den versprochenen Leistungsdaten für nicht realisierbar. In einem Gespräch im Februar 2018 sagte Daum: „Wenn Tesla sein Versprechen wirklich einlöst, werden wir natürlich zwei Lkw kaufen – einen zum Auseinandernehmen und einen zum Testen, denn wenn es tatsächlich eintritt, dann ist etwas an uns vorbeigegangen“.
Im Juni 2019 verschob Tesla den Produktionsstart auf Ende 2020. Einige Monate später, in der Telefonkonferenz für Investoren im dritten Quartal 2019, wurde das Produktionsziel für 2020 beibehalten, wenn auch in begrenzter Stückzahl. Mitte Januar 2020 kündigte Tesla seinen Reservierungsinhabern ein Wintertestprogramm an, um den Semi bei kaltem Wetter und geringer Traktion zu testen. Einige Wochen später, in der Telefonkonferenz für das vierte Quartal 2019, nannte Musk Probleme bei der Herstellung spezieller Batterien für den Semi als Grund für Verzögerungen gegenüber der ursprünglich angekündigten Zeitplan. Er entschied, stattdessen den Semi mit den gleichen Batterien ausstatten zu lassen, die Tesla auch in Personenkraftwagen verbaut.
Im Januar 2021 kündigte Musk an, dass sich die Semi-Produktion bis zum Ende des Jahres verzögern würde, da das Unternehmen hoffte, die Großserienproduktion seiner 4680-Batteriezellen (welche im September 2020 vorgestellt wurden) hochzufahren, um die Nachfrage nach dem Semi und anderen Fahrzeugen zu decken.
Tesla plante im Mai 2021, den Semi zunächst in einem Lagerhaus außerhalb von Giga Nevada in geringer Stückzahl zu produzieren, doch ab März 2021 sollte die eigentliche Massenproduktion in Austin, Texas, stattfinden. Auf der Aktionärsversammlung 2021 kündigte Musk an, dass die Produktion des Semi nicht 2021 beginnen und sich wahrscheinlich in das Jahr 2023 verschieben würde.
Im Oktober 2022 kündigte Musk auf Twitter den Beginn der Produktion eines Trucks mit 500 Meilen (800 km) Reichweite an, der am 1. Dezember 2022 an PepsiCo ausgeliefert werden sollte und dann auch an diesem Tag im Rahmen des Semi Delivery Events an ebenjenes Unternehmen ausgeliefert wurde.
Für 2023 peilte Tesla, nach Angaben der Wirtschaftswoche vom 2. Dezember 2022, eine Jahresproduktion von 50.000 Fahrzeugen an, es waren tatsächlich jedoch nur rund 100. Die Version mit 800 Kilometer Reichweite sollte 180.000 Dollar kosten. Stand Juli 2024 baute Tesla an der Gigafactory Nevada eine Erweiterung für den Semi, dessen Produktion dort Ende 2025 starten soll.

## Nutzlastkapazität
Ende 2022 beim Delivery Event und auf ihrer Webseite gab Tesla ein Gesamtgewicht (inkl. maximaler Zuladung) von gut 37 Tonnen für den Semi an. Über das Gewicht des Fahrzeugs und der sich daraus ergebenden Nutzlast wurde in Expertenkreisen lange spekuliert. Tesla hielt sich dazu lange bedeckt, obwohl die Nutzlast eine der wichtigsten Kenngrößen für einen Spediteur ist. Die Nutzlast des Semi im Vergleich zu Diesel-Lkw könnte durch eine große Masse der Energiespeicher beschränkt sein. Analysten schätzten im Jahr 2017 die Masse der Batterie des 800-Kilometer-Modells auf etwa 4,5 bis 6,4 Tonnen. Durch die leichteren Motoren ergäbe sich insgesamt ein Mehrgewicht von etwa 2,7 bis 4,6 Tonnen. Diese Berechnungen beruhten auf den Daten der zu dieser Zeit genutzten Batterien, während die angekündigten Leistungsdaten des Semi – ebenfalls nach Einschätzung von Analysten – mit den damaligen Batterien nicht möglich waren. Gewichtsersparnisse durch die verwendeten CFK-Materialien wurden bei der oben genannten Schätzung nicht berücksichtigt.

## Megacharger
Bei der Vorstellung des Semi im November 2017 verkündete Elon Musk, Tesla würde ein globales Netzwerk an Megachargers errichten, die einen Semi-Akku in 30 Minuten aufladen könnten, um 640 km weit fahren zu können. Der erste Megacharger wurde an der Gigafactory in Nevada im November 2021 aufgestellt, weitere an Kundenstandorten wie bei Frito-Lay und PepsiCo.

## Sonstiges
Gemäß Auto Motor und Sport erreichten im Dezember 2022 die direkten Konkurrenten des Tesla Semi deutlich geringere Reichweiten: die Daimler Truck Tochter Freightliner mit dem eCascadia eine Reichweite von 368 Kilometer; der Volvo VNR 440 Kilometer und der Nikola Tre, bei dem erste Exemplare 2023 ausgeliefert werden sollten, eine prognostizierte Reichweite von 528 Kilometer. Ende November 2024 erfolgte der Serienstart des Mercedes-Benz eActros 600 mit einer Reichweite von bis zu 500 km, mit einem 621 kWh-LFP-Akku und einer Nutzlast von 22 Tonnen.